# Evelyn Keyes
Evelyn Louise Keyes, conhecida simplesmente como Evelyn Keyes (Port Arthur, 20 de novembro de 1916 — Montecito, 4 de julho de 2008), foi uma atriz estadunidense.

## Vida e carreira
Quando ainda pequena fora para a cidade de Atlanta, no estado da Geórgia, onde passou sua juventude.
Sua carreira cinematográfica se iniciou no final da década de 1930, quando foi contratada pelo produtor/diretor Cecil B. de Mille, aparecendo em vários filmes dele que foram realizados na época, bem como em outros da Paramount. Depois disso ela aceitou um contrato de 7 anos oferecido pela Columbia Pictures, e continuou interpretando por muito tempo.
Talvez os filmes que fazem mais público se recordar de Evelyn sejam os clássicos E o Vento Levou, de 1939, e O pecado mora ao lado, de 1955. Em E o vento levou ela interpretou "Suellen O'Hara", a irmã briguenta da protagonista da história, "Scarlett O'Hara", que foi vivida pela atriz inglesa Vivien Leigh; Já em O Pecado Mora ao Lado, em que contracenou com Marilyn Monroe e Tom Ewell, ela interpretou "Helen Sherman", que no filme é a esposa de "Richard Sherman" (Ewell). Também é notável sua atuação nos filmes Que Espere o Céu, Union Pacific,  The Jolson Story  etc.
Depois da morte de Barton Bainbridge, seu primeiro marido, em 1940, foi casada com dois cineastas, Charles Vidor (1943-1945) e John Huston (1946-1950), e ainda com o músico de jazz Artie Shaw (1957-1985).
Escreveu dois livros de títulos curiosos: Scarlett O'Hara's younger sister (A irmã mais nova de Scarlett O'Hara) e I'll think about that tomorrow (Amanhã eu penso nisso), claramente referentes a E o vento levou.
Evelyn Keyes faleceu em sua casa em 4 de julho de 2008, devido a um câncer do útero, mas a notícia só foi divulgada no dia 11 do mesmo mês, após o certificado de sua morte. Tinha sofrido também de Doença de Alzheimer.

## Filmografia
- The Buccaneer (1938)
- Dangerous to Know (1938)
- Men with Wings (1938)
- Sons of the Legion (1938)
- Artists and Models Abroad (1938)
- Paris Honeymoon (1939)
- Sudden Money (1939)
- Union Pacific (1939)
- ... E o Vento Levou (1939)
- Slightly Honorable (1940)
- The Lady in Question (1940)
- Before I Hang (1940)
- Beyond the Sacramento (1940)
- The Face Behind the Mask
- Here Comes Mr. Jordan (1941)
- Ladies in Retirement (1941)
- The Adventures of Martin Eden (1942)
- Flight Lieutenant (1942)
- The Desperadoes (1943)
- Dangerous Blondes (1943)
- There's Something About a Soldier (1943)
- Nine Girls (1944)
- Strange Affair (1944)
- A Thousand and One Nights(1945)
- Renegades (1945)
- The Thrill of Brazil (1946)
- The Jolson Story (1946)
- Johnny O'Clock (1947)
- The Mating of Millie (1948)
- Enchantment (1948)
- Mr. Soft Touch (1949)
- The Killer That Stalked New York (1950)
- Smuggler's Island (1951)
- The Prowler (1951)
- Iron Man (1951)
- One Big Affair (1952)
- C'est arrivé à Paris (1953)
- Rough Shoot (1953)
- 99 River Street (1953)
- Hell's Half Acre (1954)
- O Pecado Mora ao Lado (1955)
- Top of the World (1955)
- A Volta ao Mundo em 80 Dias (1956)
- Across 110th Street (1972)
- A Return to Salem's Lot (1987)
- Wicked Stepmother (1989)